# Statue de Paul Kruger (Pretoria)
La statue de Paul Kruger située au centre de Church square à Pretoria, Afrique du Sud, rend hommage à Paul Kruger, président de la république sud-africaine au Transvaal. Dans le langage courant, elle est souvent désignée comme la statue d'Oom Paul, soit Oncle Paul en afrikaans, le surnom affectif pour évoquer Paul Kruger. 
Commandée et financée en 1896 par Sammy Marks (1884-1920), un financier sud-africain et confident de Paul Kruger, la statue en bronze fut fondue à Rome par Francisco Bruno sur un modèle conçu par Anton van Wouw. Complété par des bas-reliefs et par 4 autres statues représentants des soldats-citoyens boers, elle est achevée en 1899. Érigée sans ses ornements dans un parc de Pretoria en 1913, la statue est déplacée devant la gare de Pretoria en 1924 où elle est pour la première fois accompagnée de ses bas-reliefs et de ses 4 sentinelles. Le monument est érigé sur son emplacement actuel sur Church square en 1954. 
Monument iconique de Pretoria et de l'histoire des Afrikaners, son maintien au centre de Church square a été remis en question par la ligue de jeunesse de l'ANC et par les Combattants pour la liberté économique de Julius Malema, au motif qu'elle serait l'un des symboles de l'apartheid et plus généralement de la domination blanche sur l'Afrique du Sud. 
En mai 2017, la mairie de Pretoria a confirmé que la statue resterait en place lors du réaménagement urbain de la place afin de permettre la construction d'une histoire inclusive de l'Afrique du Sud et de ses différentes communautés. La décision a été confirmée par le gouvernement en février 2018. 

## Descriptif
La statue en bronze représente Paul Kruger avec jaquette, écharpe officielle de Président, décorations, chapeau haut de forme et canne au sommet d'un piédestal, entouré de 4 sentinelles boers et de 4 bas-reliefs en bronze illustrant des périodes emblématiques de la carrière de Kruger.

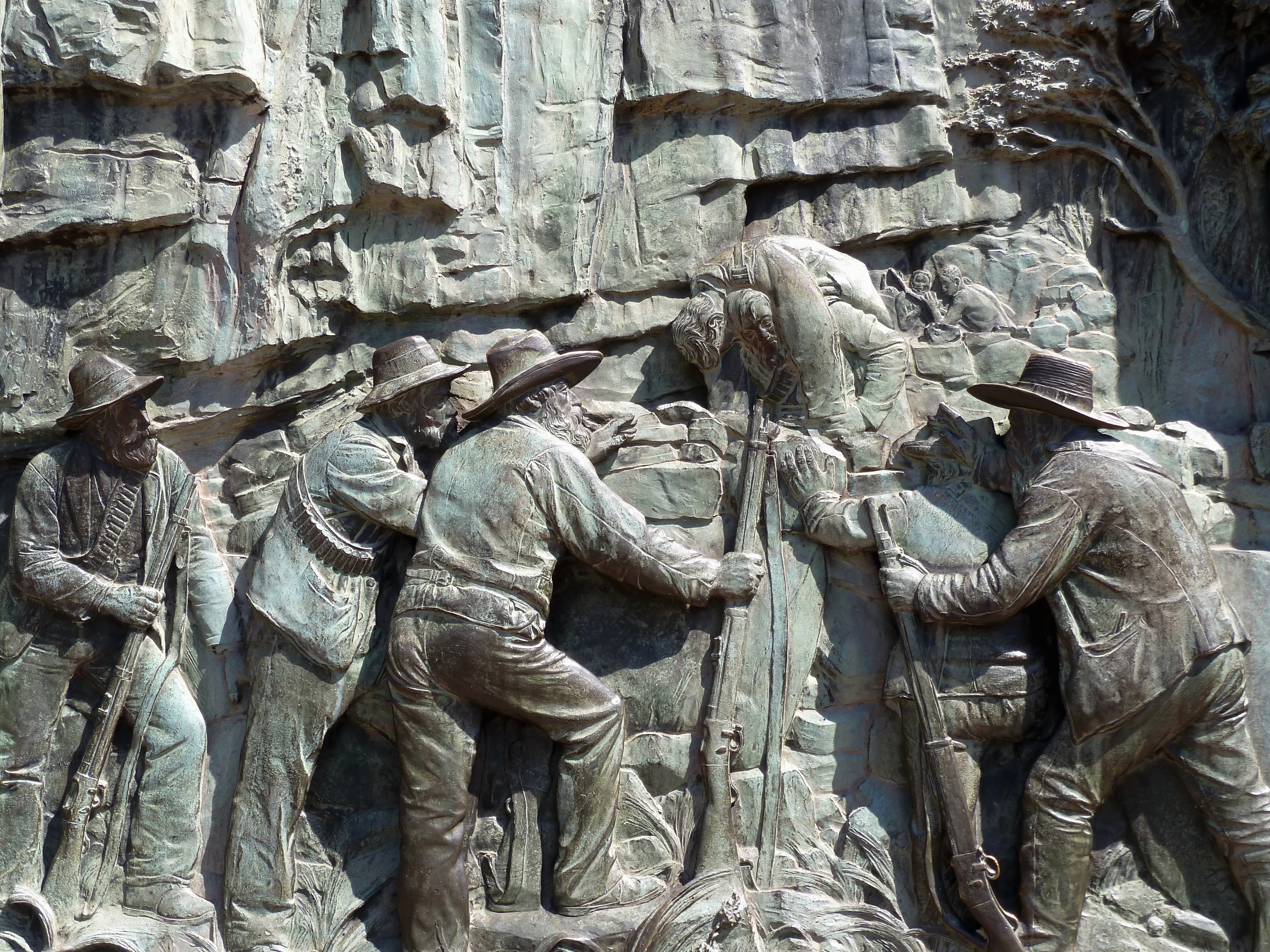
Le bas relief Est illustre Paul Kruger portant sur ses épaules le corps du Commandant-général Piet Potgieter tué lors du siège de Makapan en 1854.
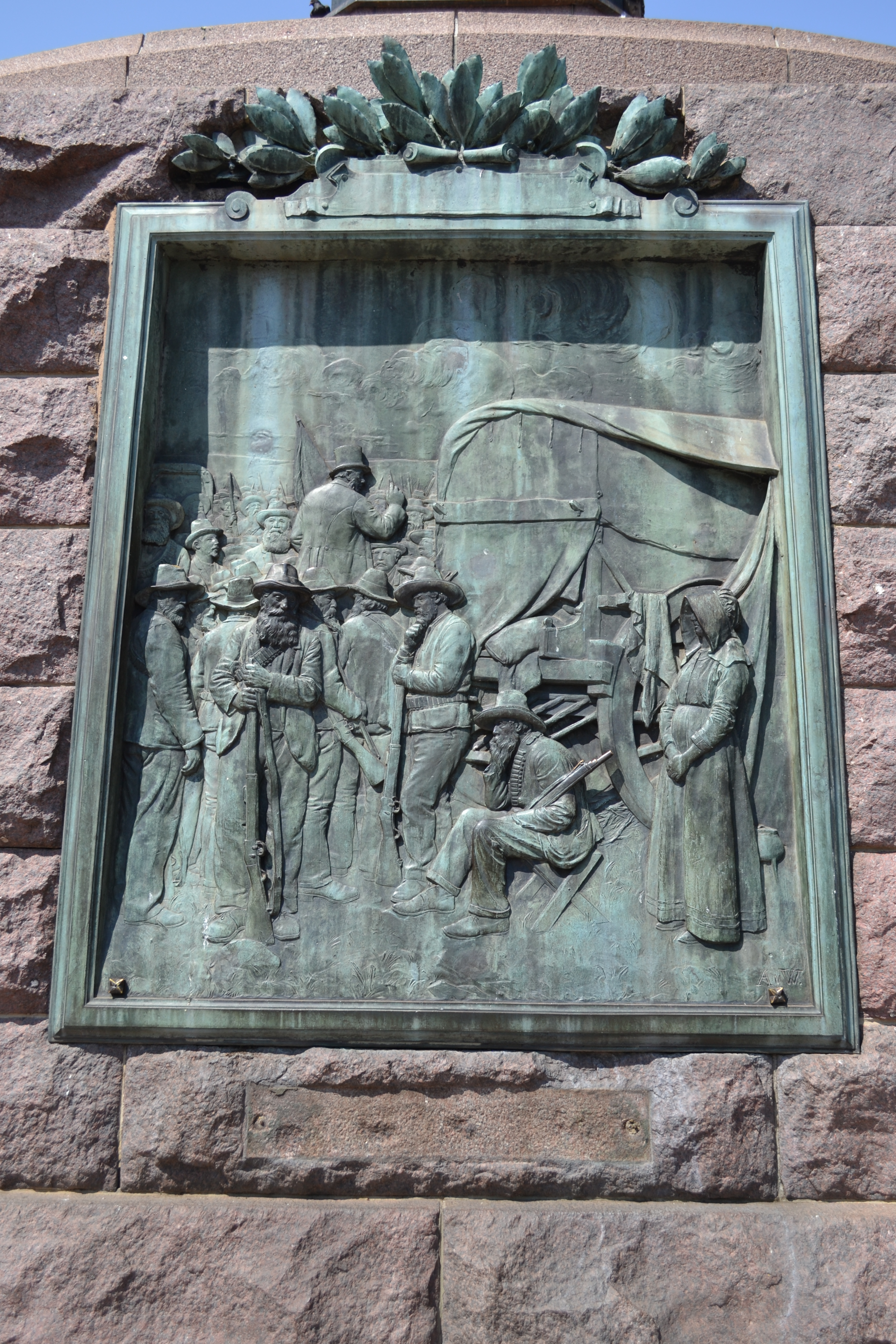
Le bas relief nord illustre la harangue de Paul Kruger aux Boers à Paardekraal en 1880, 2 jours avant le déclenchement de la première guerre des Boers.
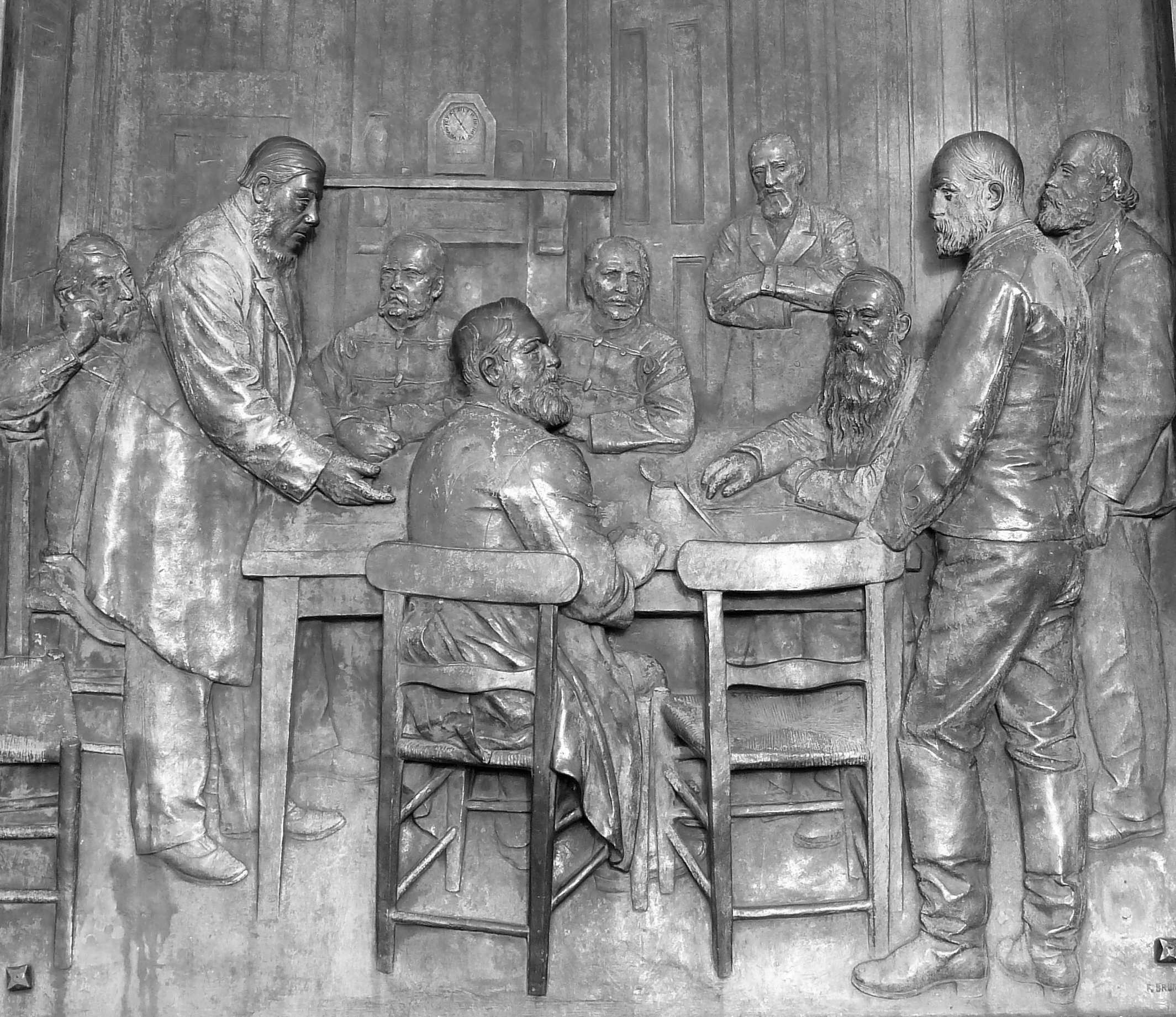
Le bas relief ouest consacré à la fin de la première guerre des Boers et à la signature du traité de paix entre les Anglais et Kruger.
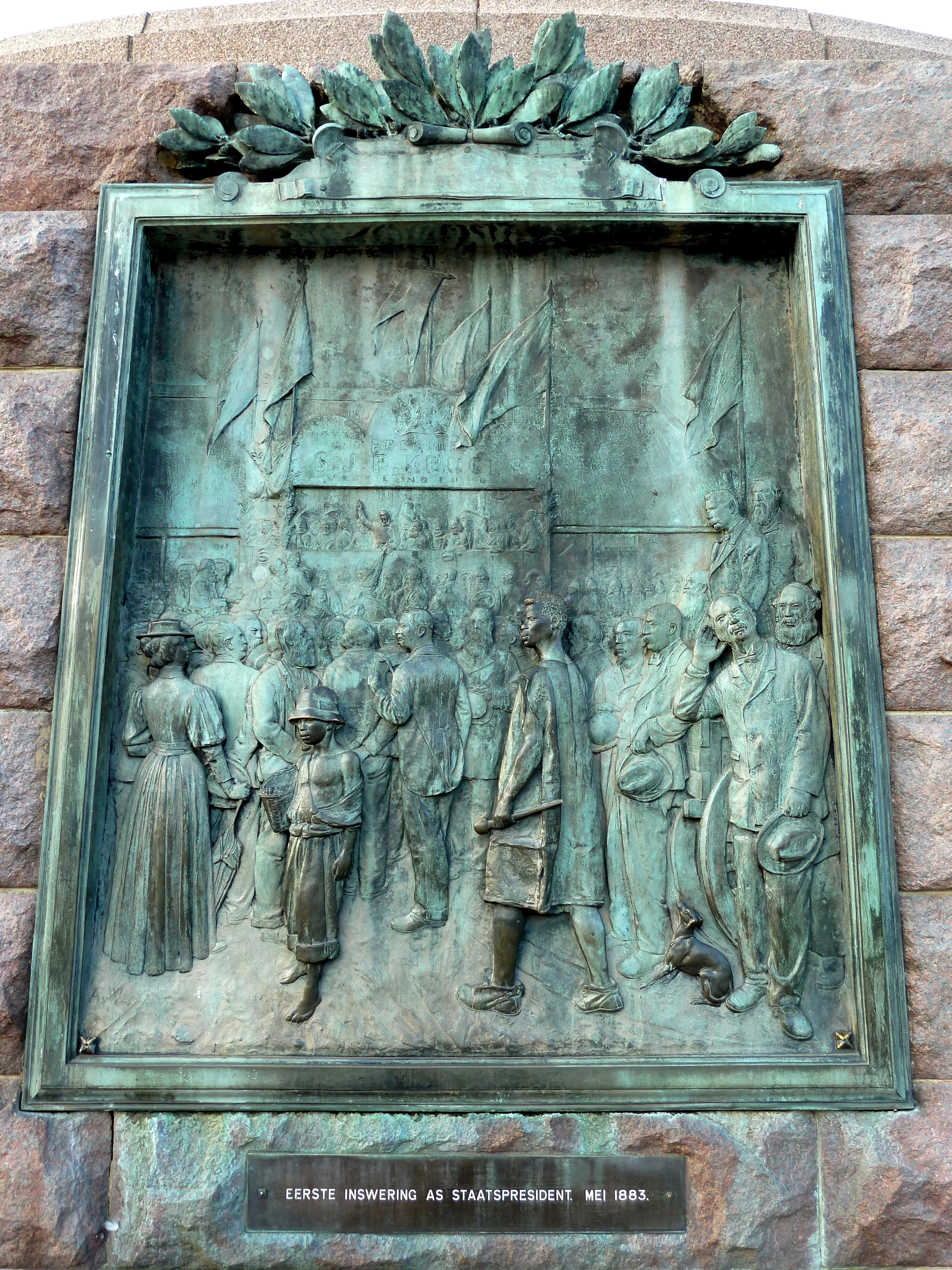
Le bas relief sud dépeignant la prestation de Paul Kruger comme président de l’État en 1883.

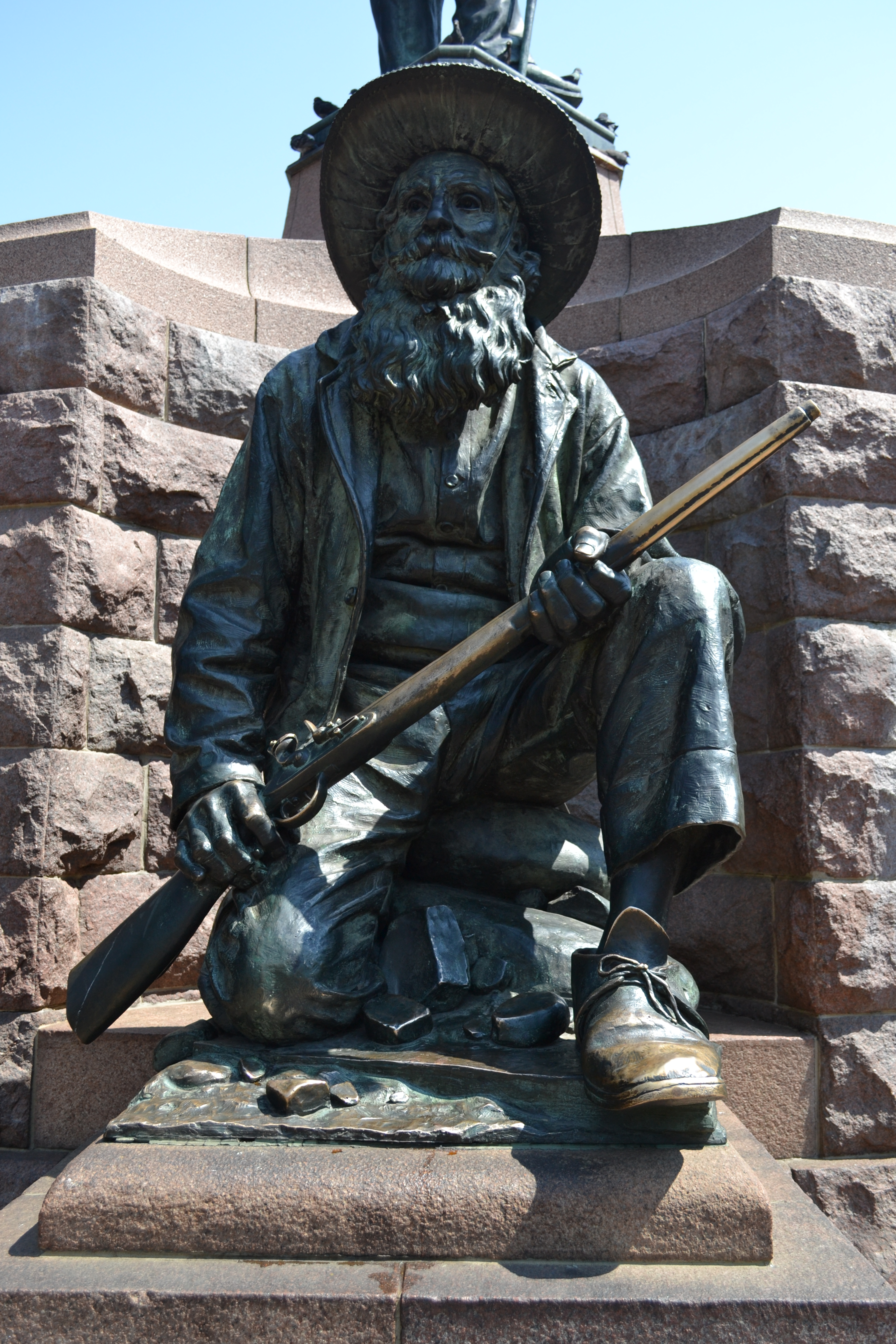
L'une des 4 sentinelles.
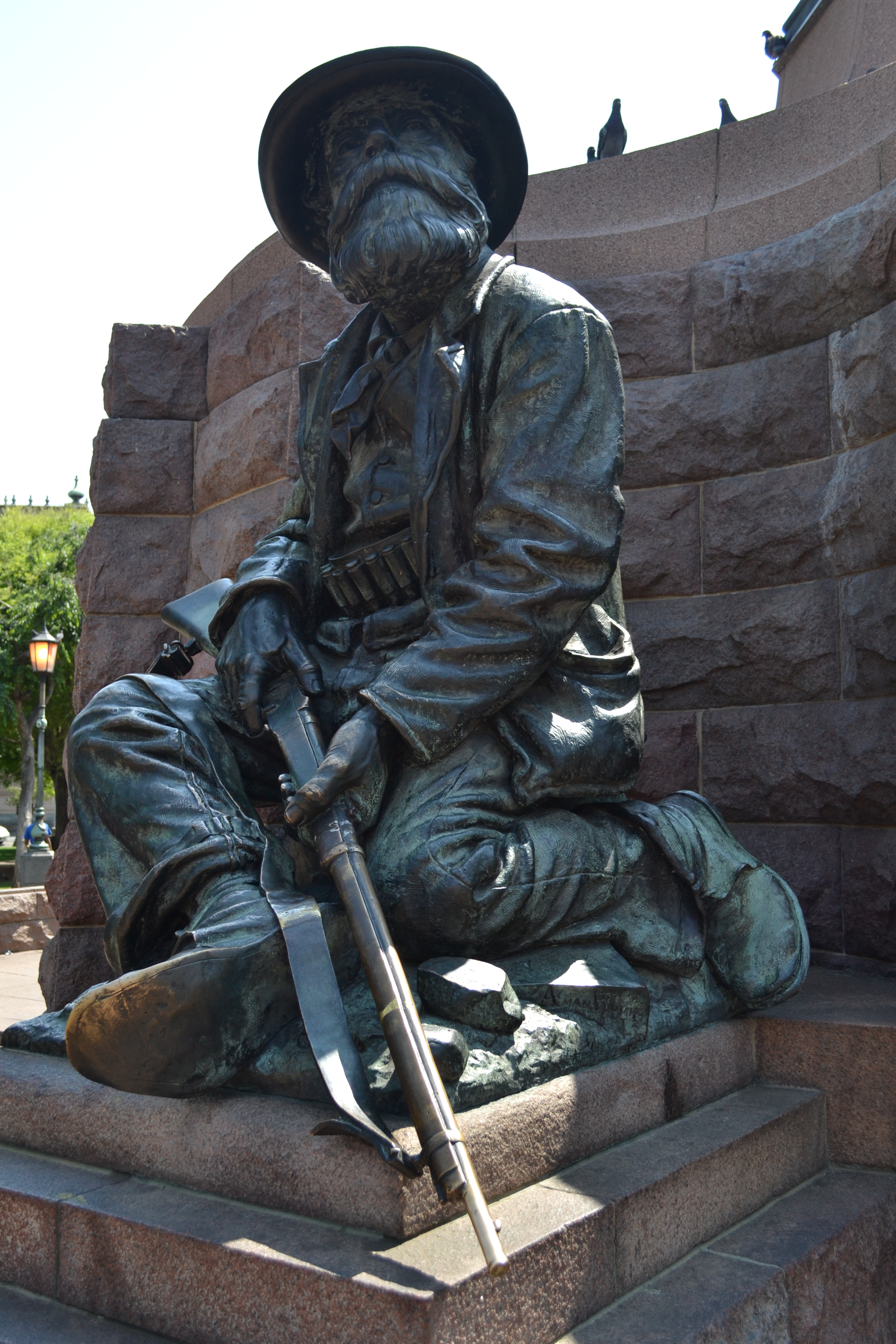
L'une des 4 sentinelles.
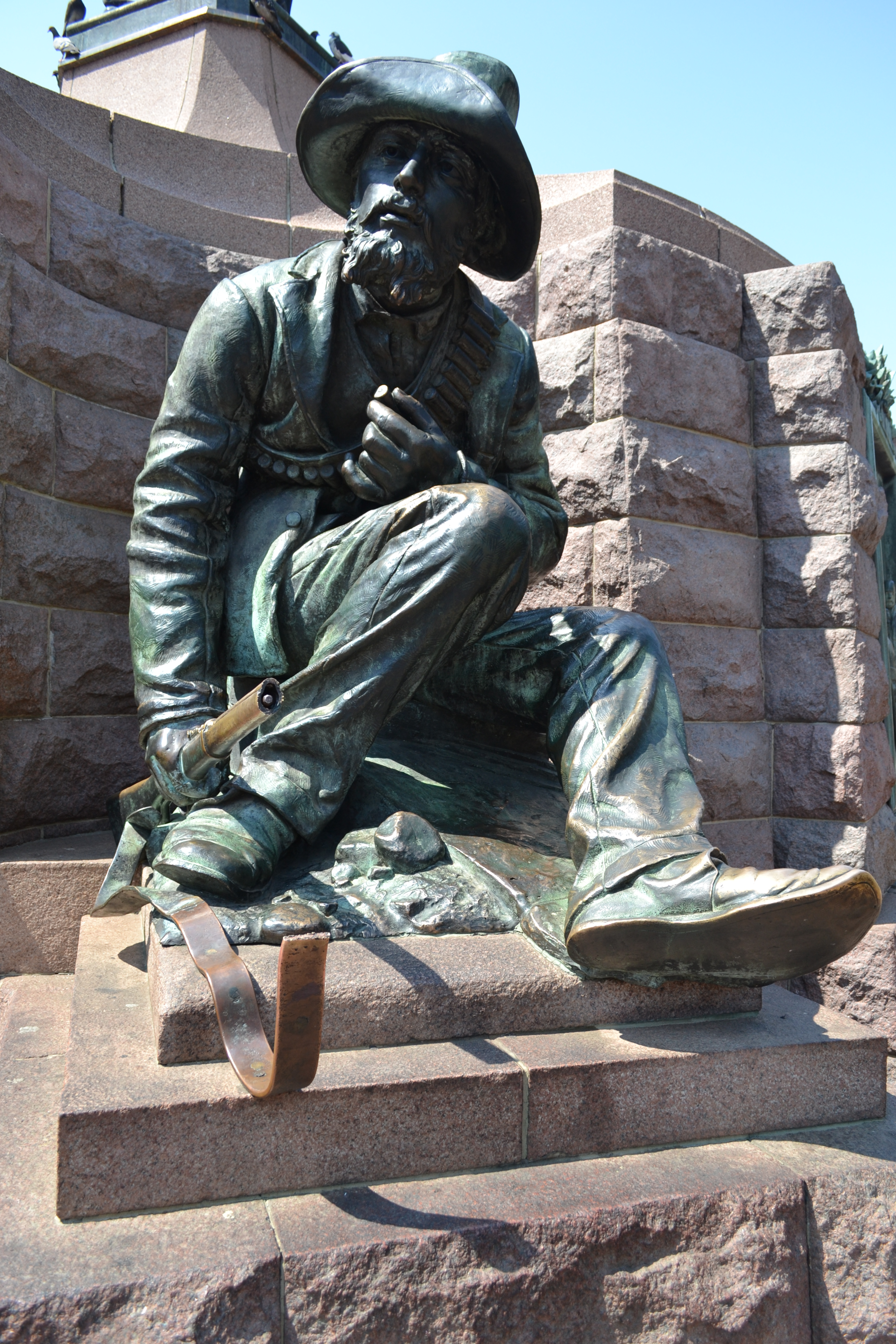
L'une des 4 sentinelles.
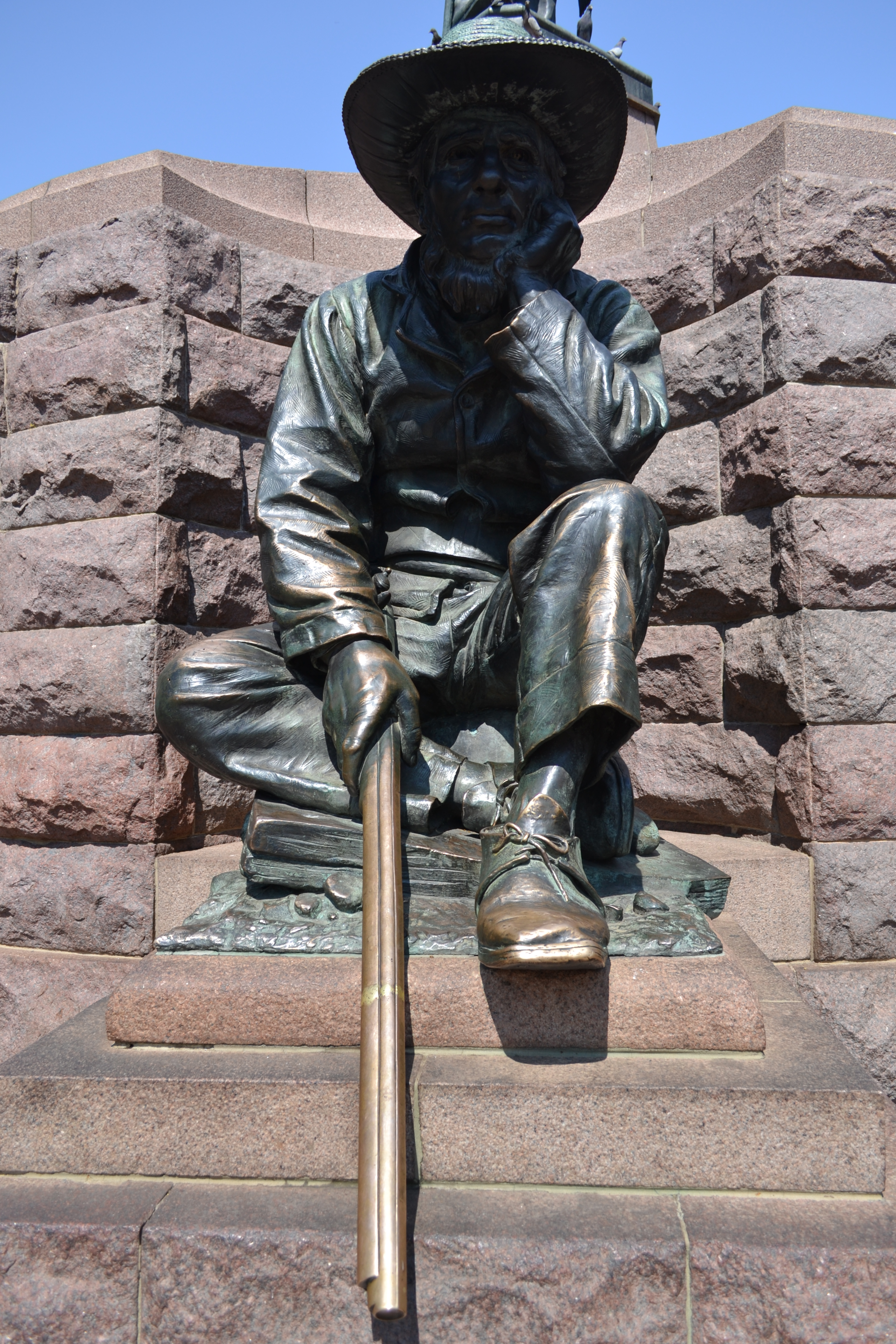
L'une des 4 sentinelles.

## Historique

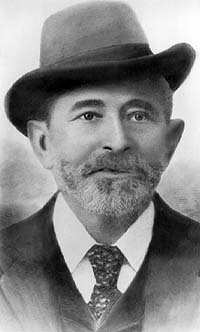
Sammy Marks, le financier et industriel à l'origine de la statue de Paul Kruger.

En 1895, l'Afrique du Sud est une région divisée entre 2 colonies britanniques, le Cap et le Natal et 2 états indépendants, le Transvaal et l’État libre d'Orange, toutes deux dirigés par les Boers, une population de souche européenne parlant l'afrikaans, une langue dérivée du néerlandais. Le Transvaal, riche d'or et de diamants, était alors un État principalement agricole, dirigé depuis 1883 par Paul Kruger, un fermier qui avait gagné sa renommée en participant au Grand trek, assisté en 1852 à la signature du traité de Sand River fondateur de la république, joué un rôle déterminant par la suite dans la vie politique locale, avait été le chef des armées du Transvaal et le chef de file du mouvement indépendantiste qui redonna au Transvaal son indépendance à la suite de la première guerre des Boers (1880-1881) contre les Britanniques (ces derniers avaient annexé la république boer en 1877). 

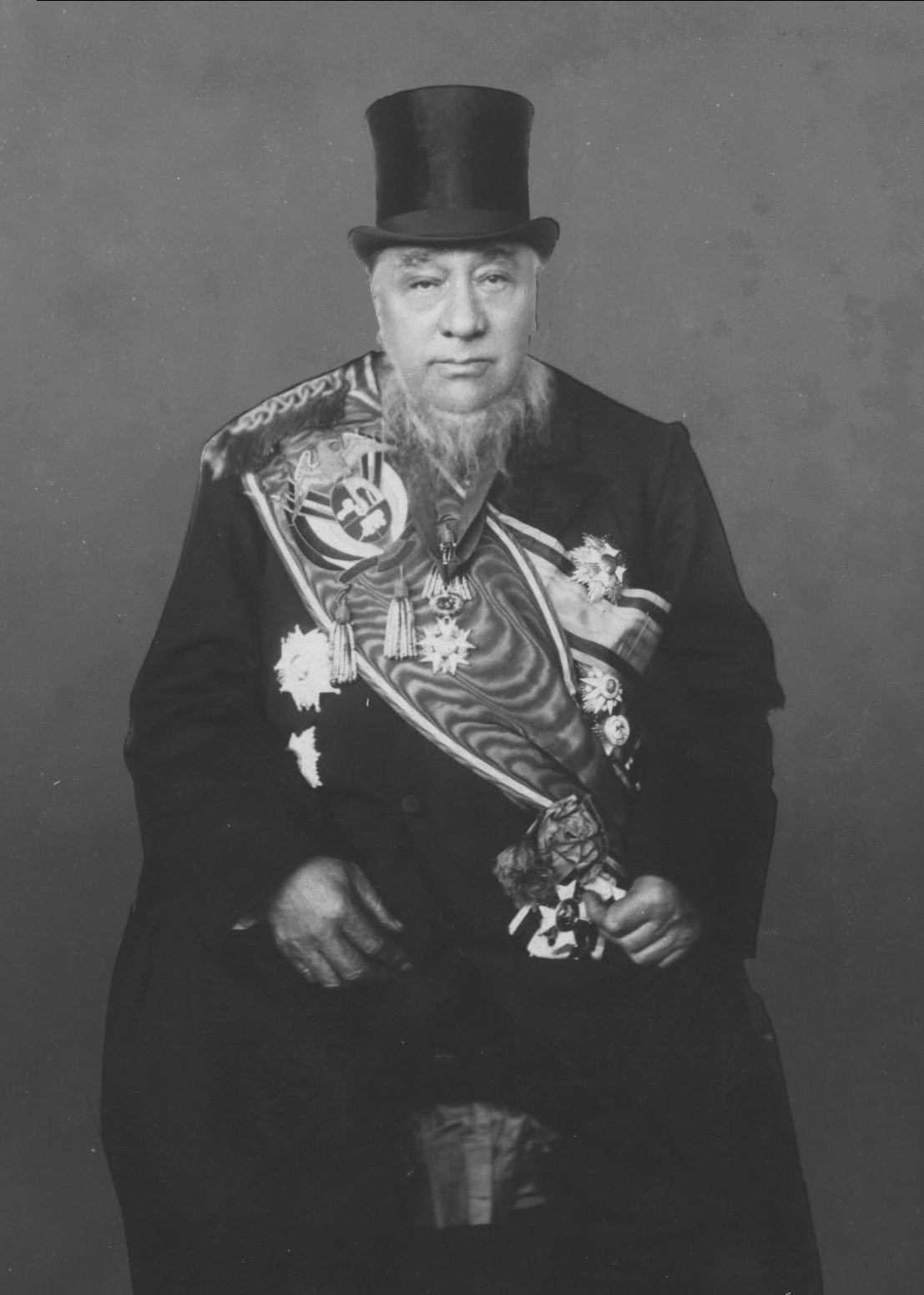
Le président Paul Kruger (Oom Paul) dans sa tenue officielle copiée par Anton van Wouw.

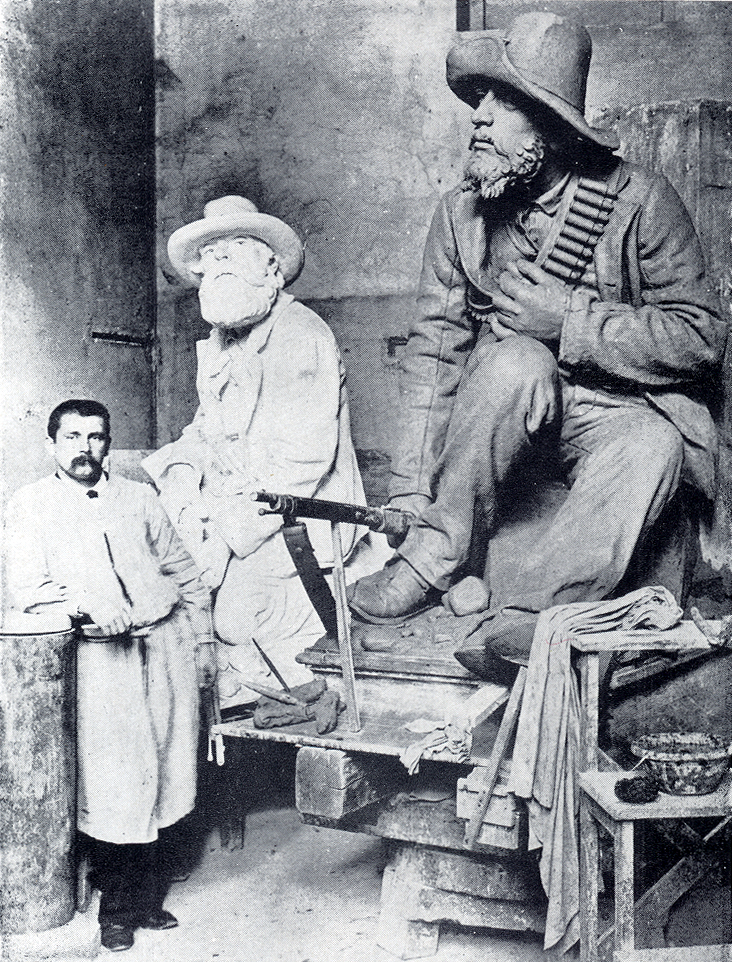
Anton van Wouw dans son atelier avec deux des sculptures du monument dédié à Paul Kruger.

Sammy Marks (1843-1920) était un industriel d'origine lituanienne qui avait fait fortune au Transvaal. Contrairement à ses pairs anglo-saxons de Johannesburg, il admirait Paul Kruger qu'il voyait comme une incarnation de la nation afrikaner et l'équivalent sud-africain de George Washington. Le gouvernement du Transvaal était d'ailleurs bien disposé à son égard d'autant plus qu'il était devenu proche de Paul Kruger et de Frederik Christoffel "Frikkie" Eloff (1850–1924), le gendre du président.
En 1895, Marks fit don de £ 10.000 à la ville de Pretoria afin de faire ériger une statue à la gloire de Paul Kruger. Il voulait ainsi aussi montrer sa loyauté à la république du Transvaal. Marks pensa d'abord à faire réaliser une statue en marbre et la faire ériger devant un bâtiment public, sur le modèle de ce que faisaient les Britanniques avec les statues de la Reine Victoria. D'abord sceptique par ce symbolisme monarchique, Paul Kruger accepta et demanda à ce que la statue fut érigée dans le parc Burghers. Mais Marks le convainquit de la faire ériger sur Church square, la place centrale de Pretoria et l'endroit où Kruger avait pour la première fois inauguré son mandat de président du Transvaal le 9 mai 1883. Pour la première fois, la république du Transvaal allait honorer l'un de ses dirigeants par un monument spécifique et figuratif.

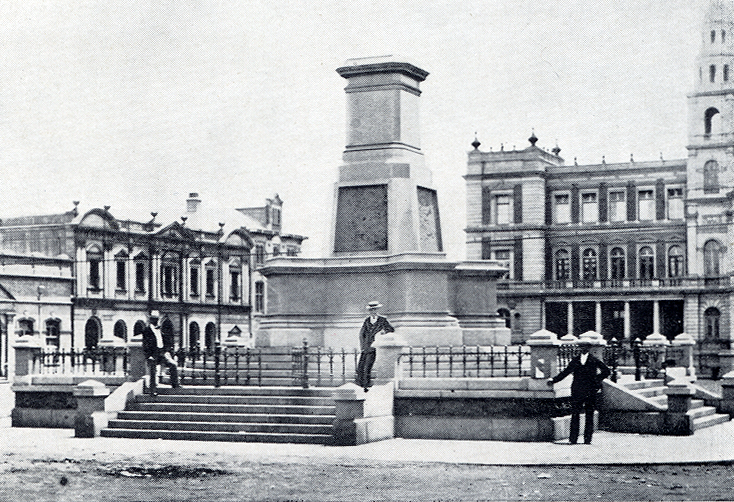
Premier piédestal en granit rouge d’Écosse de la future statue de Paul Kruger, installée sur Church square en 1900 et retirée en 1906.

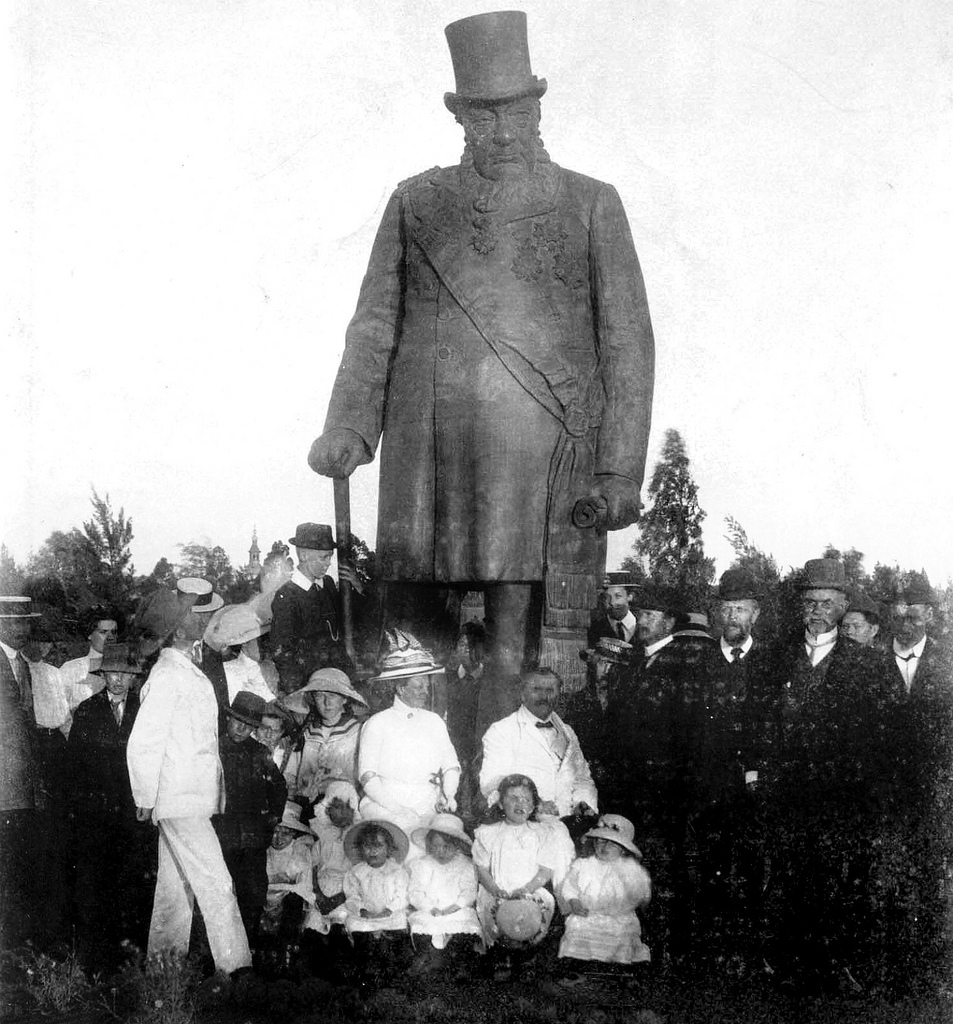
La statue de Kruger en 1913 avant qu'elle ne soit érigée sur son socle dans Prince’s Park.

Une statue de Kruger, accompagné de 4 sentinelles et de bas-reliefs, fut fondue en Italie à Rome par Francisco Bruno sur un modèle conçue par Anton van Wouw, un jeune artiste naturalité sud-africain, qui avait à son actif quelques sculptures pour les bâtiments publics du Transvaal comme des armoiries au fronton du nouveau parlement situé sur Church square. Achevées en 1898, les statues furent moulées en bronze au début de 1899. Si Anton van Wouw avait bien pris Kruger pour modèle de sa statue, les figures de ses sentinelles boers étaient par contre inspirés de pêcheurs napolitains.
En attendant que ces statues arrivent par bateau en Afrique du Sud, un piédestal en granit rouge d'Écosse fut installé par Marks sur Church square en 1900, à l'ouest de l'église et en face du palais de justice. 
Toutefois, le déclenchement de la seconde guerre des Boers intervenu à la fin 1899, empêcha la livraison de la statue de Kruger et de ses sentinelles qui restèrent entreposée dans un entrepôt de la baie de Delagoa à Lourenço Marques, où elles avaient été débarquées en provenance d'Europe. La victoire britannique acquise sur les Boers en 1902, le sort de la statue de Kruger, symbole des indépendantistes boers, resta incertain. Après plusieurs années d'attente, les Britanniques acceptèrent qu'elle puisse entrer en Afrique du Sud mais seulement afin de favoriser la paix et la réconciliation. Toutefois, le lieu où elle devait être érigée souleva encore de longs débats en raison du symbole qu'elle représentait.
Durant cette période, une fontaine en fonte, elle aussi financée par Marks, avait été installée sur Church square, à l'emplacement où était situé l'église tandis que le piédestal en granit d'Écosse, faute de statue, avait été démonté. 
Les premières années qui suivirent la formation de l'union d'Afrique du Sud en 1910 furent instables, opposant les partisans d'une Afrique du Sud britannique à ceux d'une Afrique du Sud indépendante, républicaine et afrikaner. C'est dans ce contexte que le Prince's Park (l'ancien Volkspark) fut finalement retenue pour accueillir la statue de Kruger et la sortir ainsi de son entrepôt. Le piédestal en granit rouge, qui avait été retiré de Church square fut ré-installé dans Prince's Park pour enfin tenir son rôle de socle.
En 1913, la statue y est enfin amenée et érigée mais sans ses sentinelles et ses bas-reliefs, ces derniers ayant été subtilisés par les Britanniques. Toutefois, avant même l'inauguration officielle, la statue de Kruger, encore couverte par un drap, était placée en symbole du souverainisme boer par des dissidents nationalistes, exclus du gouvernement du général Louis Botha qui organisèrent, à ses pieds, dans Prince's Park, une réunion de masse (5000 participants) en soutien à James Barry Hertzog. 

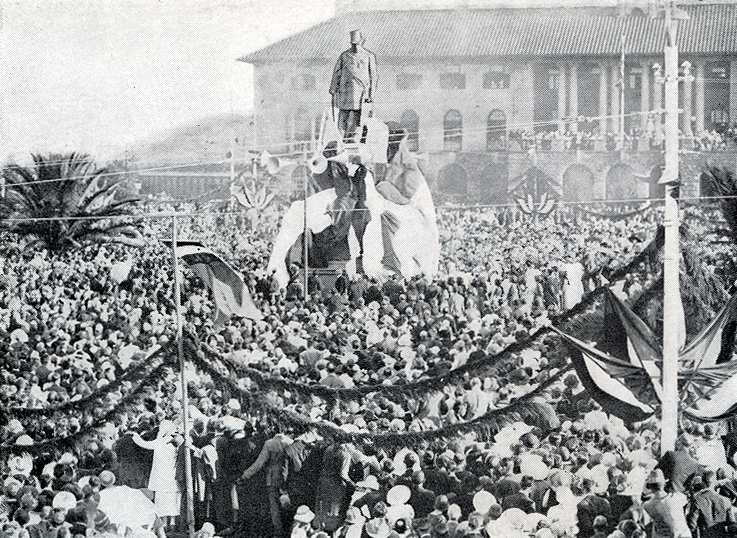
Inauguration en 1925 sur son piédestal en granit d’Écosse de la statue de Kruger devant la gare de Pretoria.

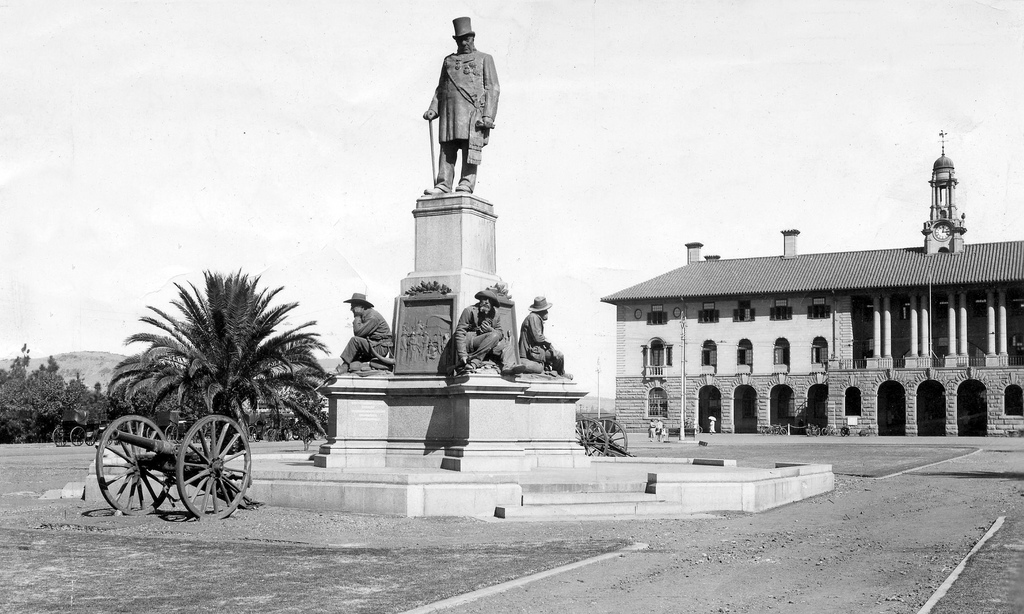
La statue de Kruger, accompagnée des 4 burghers, demeure devant la gare de Pretoria jusqu'en 1954 avant d'être installée au centre de Church square.

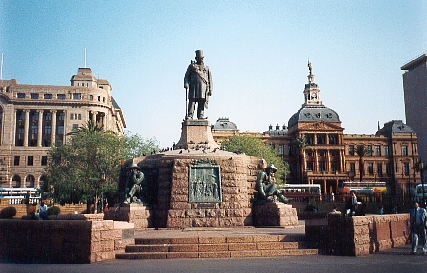
Kruger et ses sentinelles sur Church square devant l'ancien parlement du Transvaal.

La statue fut finalement inaugurée en mai 1913, en présence de 3000 personnes, par le général boer Christiaan Beyers et par le général S. W. Burger, qui exerça les fonctions de président par intérim de la république du Transvaal quand Kruger était en Europe. Dans son allocution Burger exprima le souhait que la statue soit plus tard érigée à sa « juste place », c'est-à-dire sur Church square.  
Durant les 12 années qui suivent, des voix réclamèrent cependant qu'elle soit déplacée sur Church square, le cœur symbolique de Pretoria, et que les Britanniques restituent les bas-reliefs et les éléments manquants. En 1919, le conseil municipal de Pretoria donna l'autorisation d'ériger un monument aux morts sur Church square pour honorer toutes les vies perdues au cours de la Première Guerre mondiale. Cette décision quant au lieu choisi provoqua la consternation chez les nationalistes afrikaners qui n'avaient pas abandonné l'idée d'y déménager Oom Paul. Une manifestation fut organisée le 13 aout 1920 à l'appel de la section féminine du parti national qui obligea le Conseil municipal à envisager d'autres options et à finalement choisir la colline des Union Buildings pour ériger le mémorial de guerre. Le conseil municipal proposa également que la statue de Kruger fut déménagée vers un lieu plus prestigieux au centre-ville de Pretoria, bien que ce ne fut toujours pas Church square.
La première alternance politique qui survint en 1924, avec l'arrivée au pouvoir de James Barry Hertzog, fut l'occasion de pouvoir mettre en œuvre cette transhumance de la statue vers le centre-ville de Pretoria. Ainsi, exactement un siècle après sa naissance, le 10 octobre 1925, la statue de Oom Paul était érigée à son nouvel emplacement, devant la gare de Pretoria, face à Market street (plus tard rebaptisé Paul Kruger street), l'artère urbaine qui mène à Church square. Pour la première fois, l'ensemble monumental était enfin au grand complet. Les 4 sentinelles boers et les bas-reliefs avaient été restitués, grâce à l'ancien Premier ministre, Jan Smuts, qui joua un rôle majeur pour les retrouver et les faire rapatrier depuis le mémorial de la guerre au Collège de Chatham. La cérémonie  se déroula en présence de 25 000 personnes, du gouverneur général de l'Union de l'Afrique du Sud, du premier ministre, le général James Barry Hertzog, de tous les ministres du Cabinet mais aussi de l'ancien premier ministre, le général Jan Smuts. La statue fut elle-même dévoilée par le général Hertzog, l'un des principaux orateurs au côté de Smuts et de Andries Daniël Wynand Wolmarans (sénateur et ancien membre du gouvernement de Kruger), lequel ne manqua pas de remarquer que la place de la gare n'était pas le bon endroit pour ériger la statue de Kruger mais que cela aurait dû être Church square.
Un somptueux jardin italien, comportant de petites fontaines délimitant le périmètre extérieur fut par la suite aménagé autour de la statue, à la place de la pelouse d'origine.  
Toutefois, à l'instar de Wolmarans, de nombreuses personnes et de nombreux organismes culturels tels que la Fédération des organisations culturelles afrikaans (F.A.K) continuèrent par la suite à manifester leur mécontentement sur le site choisi et se montrèrent déterminés à ce que la statue soit déplacée de nouveau pour être ériger au centre de Church square. 
En mai 1939, dans le contexte des célébrations l'année précédente du centenaire du Grand Trek et à la suite de nombreuses lettres et pétitions reçues, le conseil municipal adopta une résolution demandant ce transfert de statue vers Church square. Les plans d'un nouveau piédestal sont approuvés en accord avec Anton van Wouw qui n'a jamais été satisfait de celui existant. La date de l'inauguration de la statue sur Church square par  Mme R. I. Steyn, la veuve du dernier président de l’État libre d'Orange, est alors fixée au 10 octobre 1941. Cependant, un profond désaccord survient entre architectes, le sculpteur et le conseil municipal quant à l'emplacement exact (le centre ou le sud de la place) où la statue doit être érigée sur Church square. Pour Anton van Wouw, se référant d'ailleurs à des souhaits exprimés par Kruger lui-même, le centre de la place est le seul lieu adéquat. La Seconde Guerre mondiale fit passer le sujet et les discussions en arrière plan. 
En 1946, l'architecte Gerard Moerdijk était à son tour consulté sur l'aménagement de la place. 

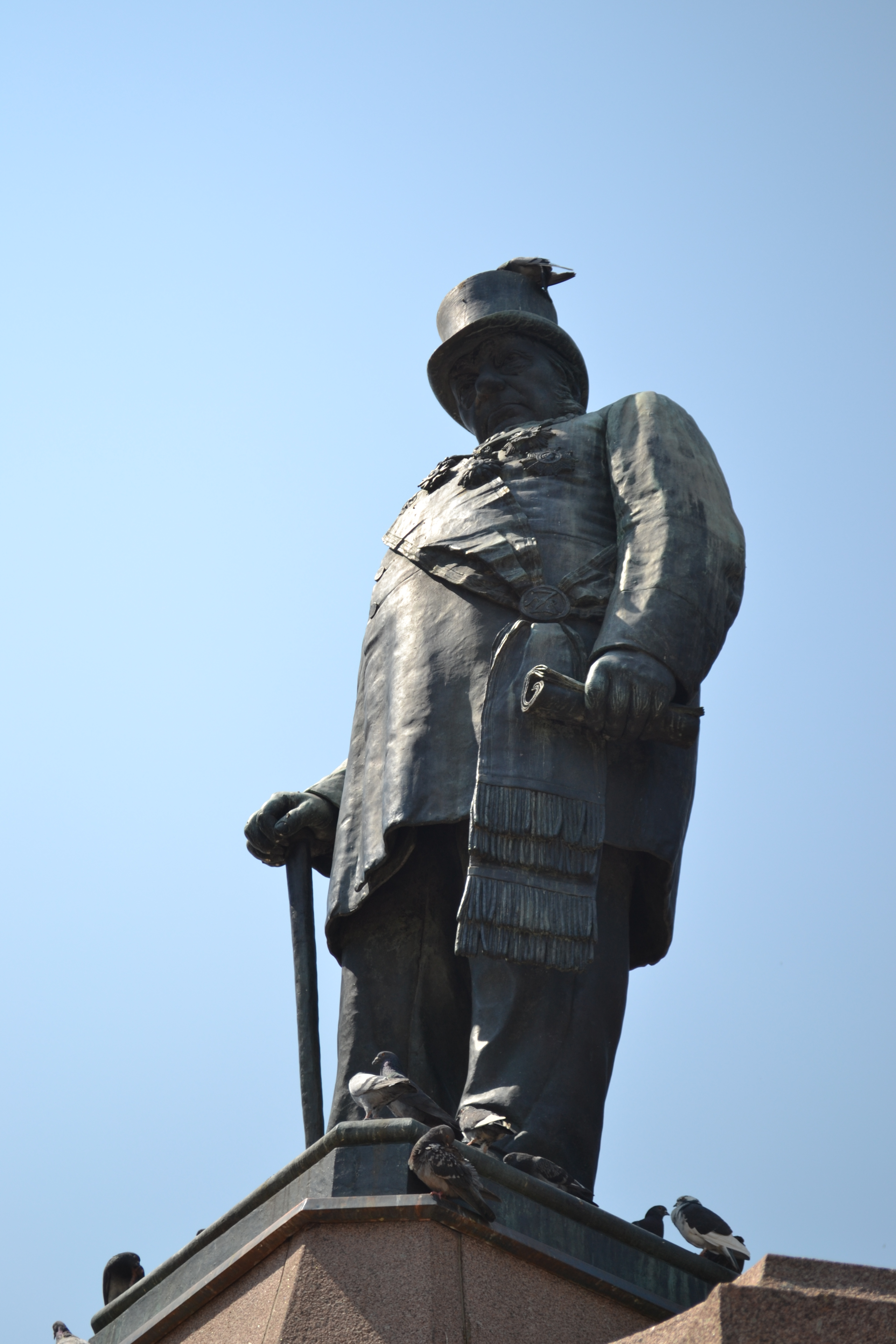
Oom Paul.

La victoire de Daniel François Malan et du parti national en 1948 relança encore l'idée du transfert de la statue de Kruger vers le cœur politique et culturel de  Pretoria. Ce transfert vers un tel lieu chargé d'histoire est d'autant plus symbolique qu'aucune personnalité sud-africaine n'est alors aussi étroitement associée à la ville de Pretoria, pas même Andries Pretorius en hommage duquel elle a pourtant été baptisée. Lieu chargé d'histoire car l'architecture de la place et la majorité des principaux bâtiments de Church Square datent essentiellement de la fin du XIXe siècle  et ont été inaugurés par Kruger lui-même quand il n'a pas assisté aux premières fondations.  
En 1950, le conseil municipal de Pretoria adopta un nouveau plan d'urbanisme, annulant toutes les décisions prises la décennie précédente mais l'idée de transférer la statue de Kruger sur Church square était maintenue. Le 12 juin 1951, la localisation de celle-ci était définitivement fixée au centre de la place. En novembre 1952, les plans furent approuvés et soumis pour validation à l'administrateur du Transvaal. En février 1953, toutes les autorisations pour le transfert de la statue avaient été signées. Une collecte de fonds d'environ 20 000 £ fut alors organisée sous le patronage du gouverneur général Ernest George Jansen, du Premier ministre, des administrateurs provinciaux et du maire de Pretoria, pour financer le déplacement de la statue de Kruger. Le 10 octobre 1953, le premier ministre D.F. Malan posa la pierre angulaire du nouveau piédestal en présence d'environ 15 000 personnes et de Willem Drees, le Premier ministre des Pays-Bas. 

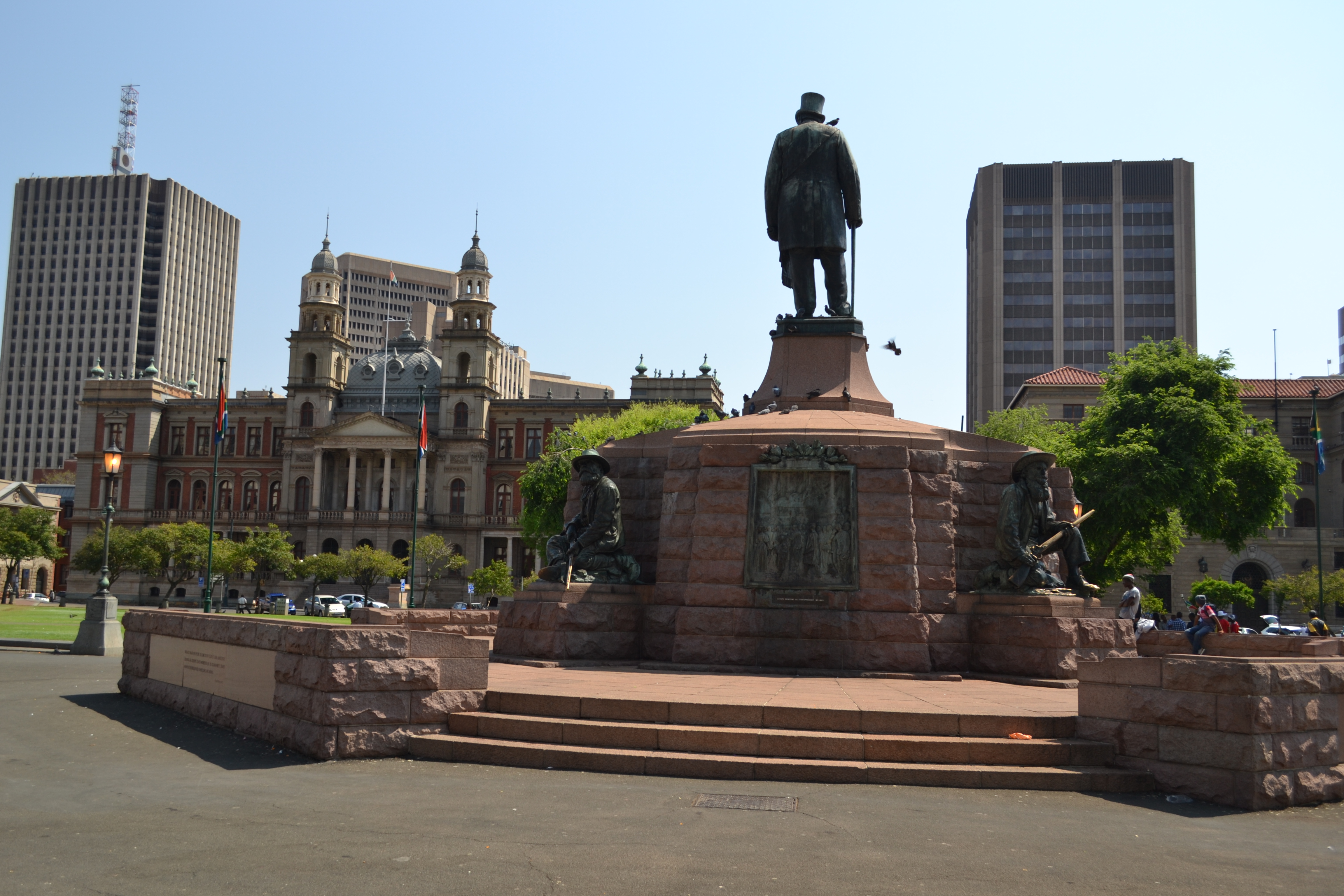
La statue fait notamment face au nord et au palais de justice de Pretoria.

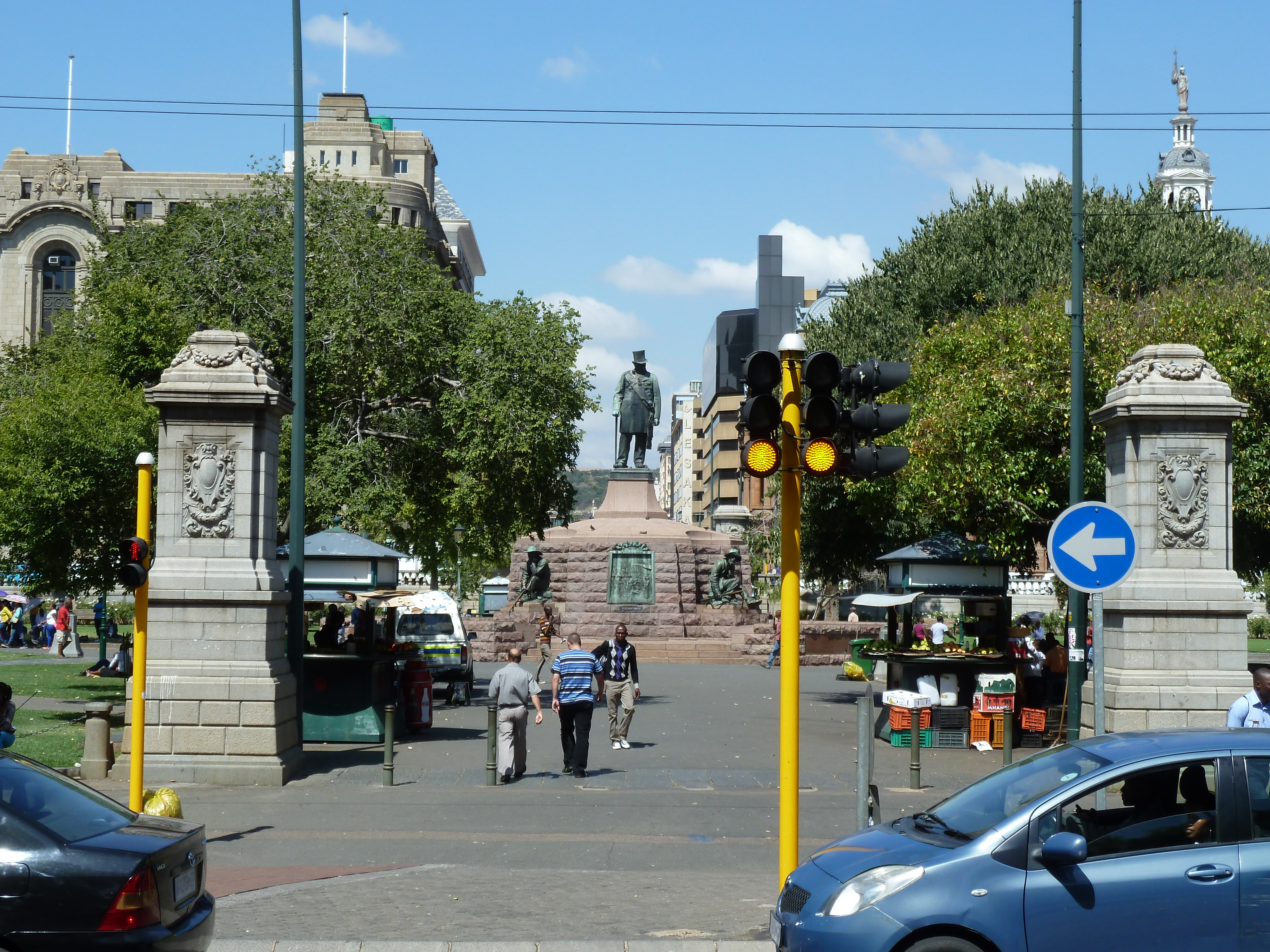
Entrée sur le square central, dominé depuis 1954 par la statue de Paul Kruger.

Le 25 juin 1954, la statue de Kruger était démontée et quittait la place de la gare de Pretoria.
Le 10 octobre 1954, jour de l'anniversaire de la naissance de Kruger, la statue est enfin installée sur Church square où elle est érigée sur son nouveau socle. Le programme de la cérémonie d'inauguration s'étale sur 3 jours. Les symboles britanniques sont pour l'occasion recouverts et le drapeau du Transvaal hissé en haut des mats. Plusieurs milliers de personnes assistent à l'évènement dont le gouverneur-général, Ernest George Jansen et le premier ministre, DF Malan, qui effectue à cette occasion son dernier acte politique, avant la démission de toutes ses fonctions officielles.
En 1961, c'est sur Church square et face à la statue de Kruger que Charles Swart est assermenté comme premier président de l’État de la République d'Afrique du Sud (le titre de la fonction présidentielle est alors le même que celui que portait Kruger pour le Transvaal). Le choix du lieu est symbolique : Lord Milner y avait proclamé la défaite du Transvaal en 1900. Paul Kruger, sous sa forme statuaire, devient le témoin de la renaissance de la république sud-africaine.  
Au fil des ans, la statue de Paul Kruger sur Church square devient une icône de Pretoria, symbolisant l'histoire de la ville mais également l'ancienne république du Transvaal et tout compte fait, une époque révolue à mesure que l'apartheid se fissurait, que le centre-ville se vidait et que la domination blanche et afrikaner sur l'Afrique du Sud s'estompait avant de cesser définitivement en 1994.

## Époque contemporaine

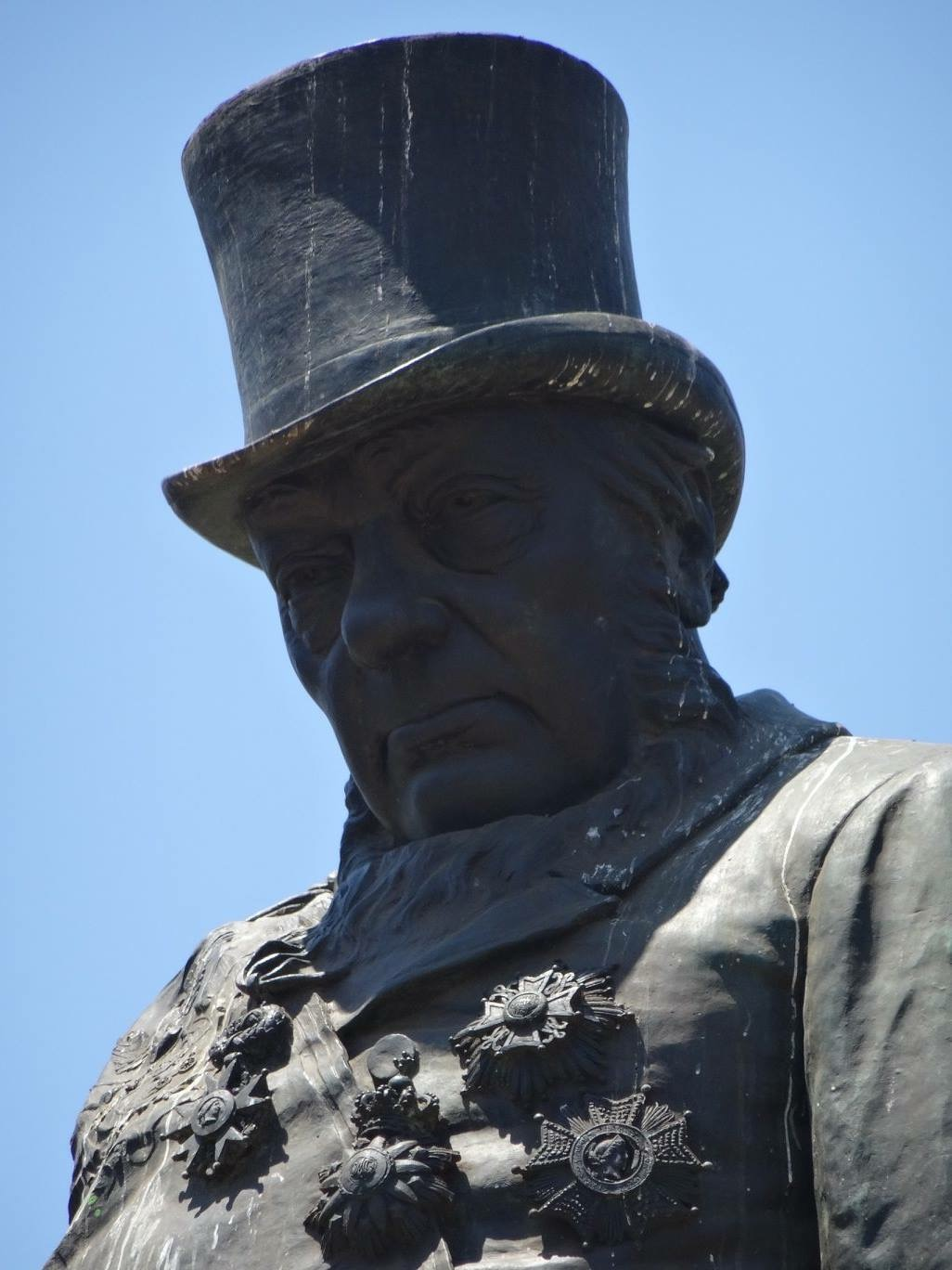
Statue de Paul Kruger (détail).

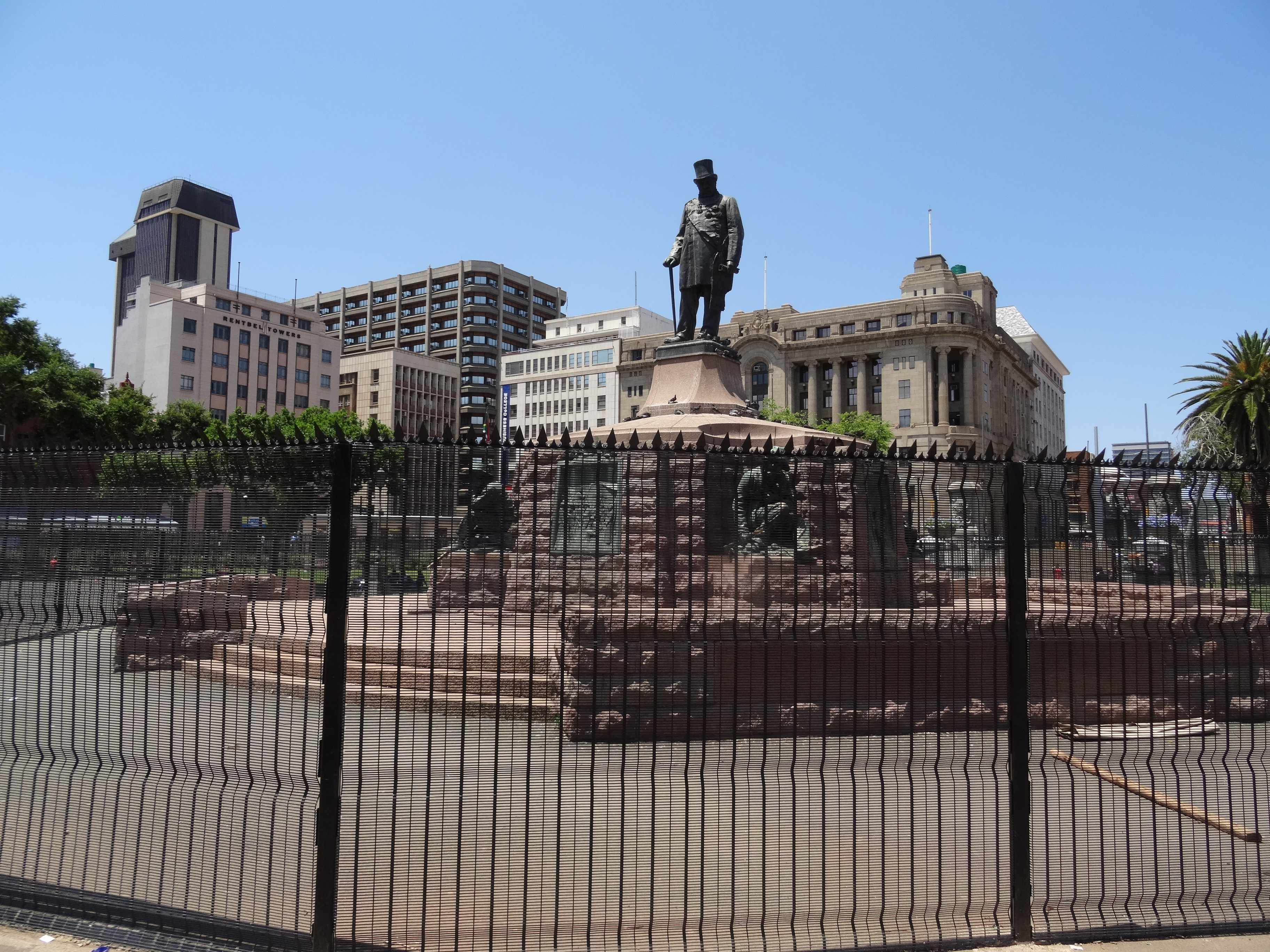
Le monument est encerclé par une clôture depuis 2015 pour le protéger du vandalisme.

Depuis 1994, le quartier de Pretoria Central a changé de visage. Le phénomène de migration des classes moyennes supérieures et aisées vers des banlieues résidentielles éloignées du centre-ville a été rapide. Les valeurs et cultures portées par les nouvelles populations majoritairement pauvres qui migrèrent parallèlement vers le centre-ville ne s'harmonisèrent dès lors plus avec l'histoire, le symbolisme et les valeurs de Church Square et de la statue de Paul Kruger. Si celle-ci continue de dominer la place, d'attirer les touristes et de rester un symbole iconique de la ville, les bâtiments autour de Church Square et dans les rues adjacentes n'abritent plus les centres politiques, financiers, culturels et judiciaires du pays ou de Pretoria (à l'exception partielle du palais de justice). Après avoir fait l'objet de détournements publicitaires ou culturels, la statue commence à la fin des années 2000 à être au centre de contentieux politiques et symboliques entre le congrès national africain local et les associations de défense des Afrikaners. 
En avril 2015, la statue de Kruger est prise pour cible, et maculée de peinture verte, par des membres des Economic Freedom Fighters à la suite de l'appel de leur chef, Julius Malema, à faire tomber les statues des anciens dirigeants blancs du pays. Pour éviter les dégradations commises sur plusieurs autres statues anciennes en marge de la campagne Rhodes must fall, la statue de Kruger est placée sous protection et encerclée par une clôture. 
En mai 2017, le nouveau maire de Pretoria (Alliance démocratique) annonce que dans le cadre de la rénovation de Church square, la statue de Kruger resterait en place et qu'un monument à la liberté d'expression serait construit à proximité. En février 2018, le gouvernement, via le président du South African Geographic Names Council, confirme que la statue de Paul Kruger ne serait pas déplacée mais que d'autres statues, représentants des « combattants de la liberté » ou d'autres personnalités historiques telles que le roi Kgosi Mampuru II, seraient érigées dans le jardin de Church square.

## Statue de Kruger au cinéma
- La statue de Kruger apparait de nombreuses fois dans le film sud-africain Silverton Siege (2022) réalisé par Mandla Dube, l'action essentielle du film se situant sur Church Square devant le SA Mutual Life Assurance Building.